# 徳島ジャズストリート
徳島ジャズストリート（とくしま－　英：Tokushima Jazz Street）とは、例年夏と冬の年2回、徳島県徳島市内の複数の会場で催されるジャズのコンサートである。神戸ジャズストリートを参考にして、1988年（昭和63年）に第1回が開催された。会場ごとにディキシーランド・ジャズからフリー・ジャズまで、スタイルは多彩である。

## 主な会場
- アンカー＆ベイ
- エスカリエ
- GOTO'S BAR
- コレクター
- JUN
- Swing
- Night＆Day
- NOAH
- ハーレー
- P-Paradise
- FLY
- blanc do blanc （赤城ビル）
- リッキー